# Helianthus radula
Helianthus radula — вид квіткових рослин з родини айстрових (Asteraceae).

## Біоморфологічна характеристика
Багаторічник 50–100 см заввишки. Стебла прямовисні, дистально щільно щетинисті. Листки переважно прикореневі; протилежні; листкові ніжки нечіткі (зливаються з пластинкиами); листкові пластинки від оберненояйцюватої до круглуватої форми, 4.6–14.5 × 2.1–12 см, краї цілі чи зубчасті; абаксіально щетинисті. Квіткові голови зазвичай окремішні. Променеві квітки 0 чи 2–8; пластинки (іноді пурпуруваті) 1–2(10) мм. Дискові квітки 100–150+; віночки 7–8 мм, частки червонуваті; пиляки темні. Ципсели 3–4 мм, майже голі. 2n = 34. Цвітіння: осінь

## Умови зростання
США (Алабама, Флорида, Джорджія, Луїзіана, Міссісіпі, Південна Кароліна). Населяє піщані, відкриті соснові пустелі, рівнини; 0–50+ метрів.